# Дочь Монро и Кеннеди
«Дочь Монро и Кеннеди» (ДМиК) — российская панк-рок-группа, основанная Светланой Чапуриной в 1996 году в Санкт-Петербурге.

## История

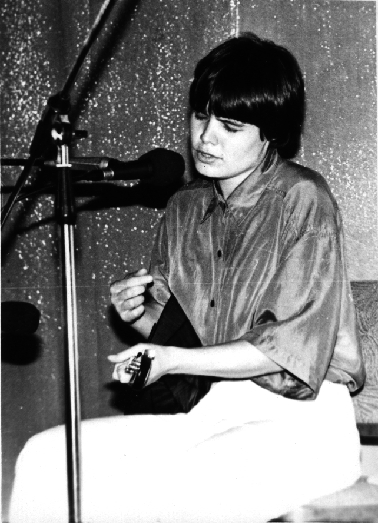
Архивная фотография выступления Светланы Чапуриной.

8 марта 1992 года будущий лидер группы «Дочь Монро и Кеннеди» Светлана Чапурина переезжает в Санкт-Петербург, где 11 мая 1993 года записывает первый сольный акустический альбом «Кобыль».
В 1993 году появляется первая электрическая группа Светланы Чапуриной — «СТРУП».
В течение 1994 года Светлана учится в Полиграфическом техникуме, играет квартирники в Питере и Солигорске. Во время одного из визитов в Солигорск Светлана собирает электрический состав «Хакер» в составе: Светлана Чапурина — вокал, домра, Олег Кукович — барабаны, Дмитрий Понтелейко — бас, Бэн (Дмитрий Полушкин) — гитара. В ночь с 18 на 19 сентября, накануне свадьбы Светы и Олега, группа, пригласив в качестве сессионного гитариста Константина Сокола, записывает ЕР на студии солигорского телевидения «Солтэк», а также снимает клип к песне «Нежность» (кавер песни Пахмутовой-Добронравова/Гребенникова).
На рубеже 1995—1996 годов Кукович и Понтелейко переезжают в Питер. Группа переименовывается в «Съешь грибы» и начинается довольно мрачный период, связанный преимущественно с бытовой неустроенностью всех её участников. В результате внутренних разногласий Понтелейко покидает группу, но в конце июня 1996 года на уличном концерте у метро «Электросила» Кукович знакомится с Игорем Потаповым, бас-гитаристом, решившим было к тому времени завязать с музыкой, но с интересом воспринявшим идею поиграть в составе домра/бас/барабаны. В результате группа оседает на точке в Институте холода и пищевых технологий («Холодильнике»), где Потапов работает телефонистом внутренней АТС.
К осени 1996 года группа, переименованная — в очередной раз — в «Дочь Монро и Кеннеди», подготавливает программу, состоящую из старых и новых песен с ориентацией на Dead Kennedys, после чего группа прекращает активную деятельность, так как Света и Олег ждут ребёнка. 19 января 1997 года у них родился сын Егор.
К концу 1997 года, группа возобновляет репетиции, готовясь к записи нового альбома. На той же точке группа записывает альбом «Хохот Моцарта», наполовину состоящий из новых вещей, наполовину — из старых хитов. Однако качество записи музыкантов не удовлетворило, и, несмотря на то, что пробный тираж, выполненный музыкальным издательством «Добрый Волшебник», уже разошёлся, группа решила перезаписать материал — что и случилось в ночь с 3 на 4 июня на студии ЛИКИ (звукооператор — Сергей Харченко). В тех же числах снимается клип на песню «Я вижу, как ты гибнешь».
В апреле 1999 года «Дочь Монро и Кеннеди» усилиями московского рок-журналиста Сергея Гурьева впервые приезжает в Москву, где отыгрывает два концерта: 17 апреля — в клубе «Факел», 18 апреля — в клубе «Форпост». Концом андеграундных исканий становится выпуск в 2000 году альбома «Поражение» и его презентация 6 декабря 2000 года в московском клубе «Китайский Лётчик Джао Да». В процессе записи альбома Потапова в составе группы на басу заменил Наиль Кадыров («Зоопарк», «Разные люди»). Вскорости Куковича в составе группы заменяет барабанщик Алексей Петров («Сезон дождей», «Глюкк и группа прикрытия», «Ливень»).

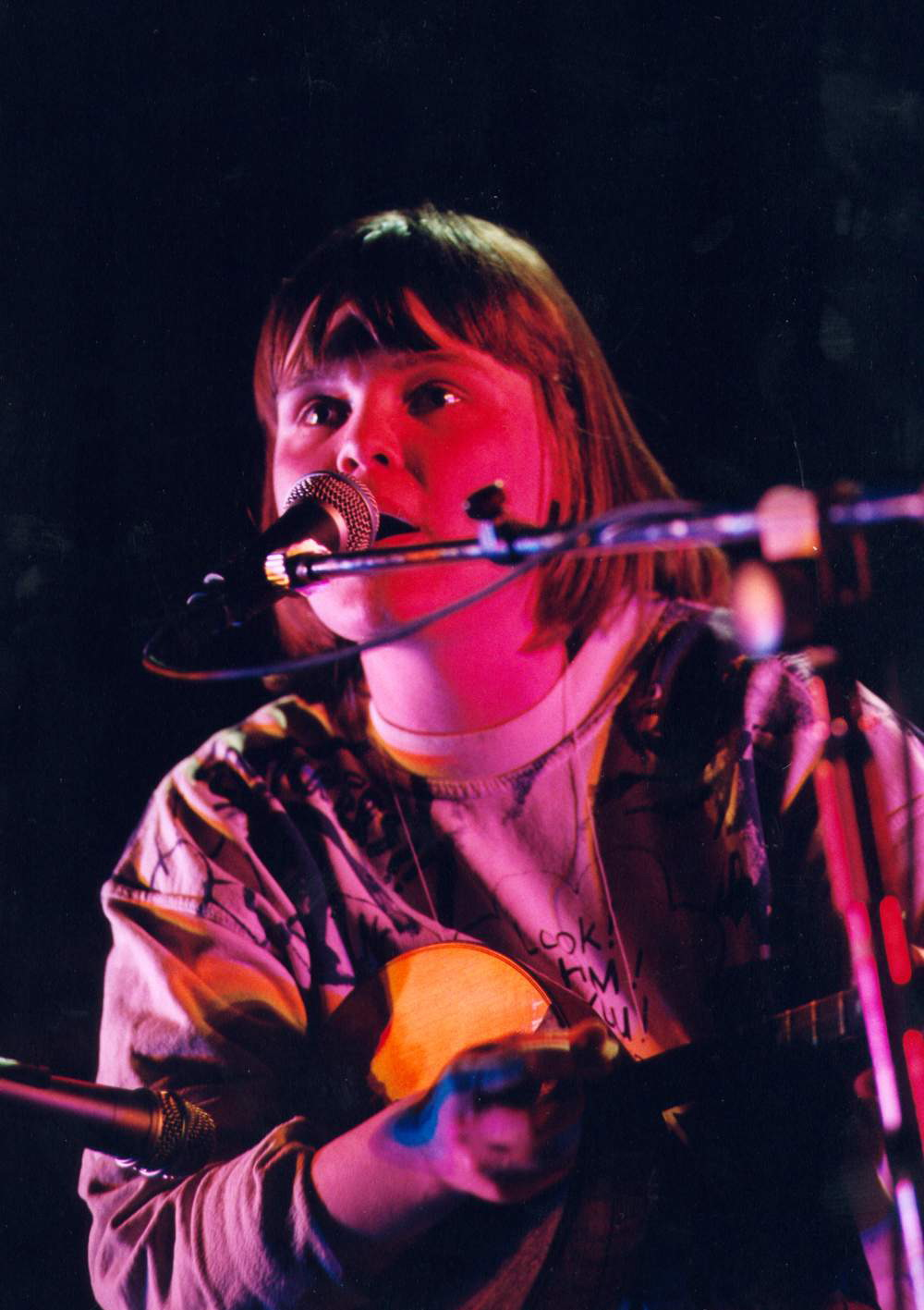
Выступление Светланы Чапуриной на Всероссийском фестивале женского вокала «Сирин» в 2001 году.

В 2001—2002 годах ДМиК много играет в клубах Москвы и Питера; в качестве хедлайнера выступает на тюменском фестивале женского вокала «Сирин»; разогревает группу Гражданская оборона на презентации альбома «Звездопад»; записывает песню Егора Летова «Наваждение» для трибьюта «Гражданская оборона. Трибьют»; участвует в фестивале «Рок за мир на Кавказе»; снимается в программе Дмитрия Диброва «Ночная смена». Весной 2002 года созревает концертная программа, которая к осени получает воплощение в виде нового альбома «Подмосковный Петербург».
В 2004 году ДМиК с успехом выступает во Франции в Страсбурге. На разогреве играет группа Алексея Айги. У группы выходит live-альбом «Это пройдет не сразу», на котором записаны концерты периода 2001—2002 годов. По мнению многих поклонников творчества Чапуриной эта запись наиболее точно отражает дух, присущий шоу ДМиК. Специально для Чапуриной группа мастеров изготавливает уникальный инструмент — электрическую домру. Формируется московская ритм-секция: басист Роберт Мусин (Юлиан, «Чистая любовь») и барабанщик Сергей Батраков («Сахара», «Тараканы!», сольный проект Александра Ф. Скляра). Светлана живёт в Питере, музыканты в Москве. Регулярные концерты невозможны, однако именно в этот период команда записывает очень свежо звучащие номера для сборных альбомов-трибьютов, продолжая линию ранних кавер-версий — «Нежность» Пахмутовой-Добронравова, и «Роз» Александра Морозова. Это — «Иди любимый мой» со сборника военных песен и «Прекрасный дилетант» («Аквариума»).
После Euro-2004 у Светланы созревает идея нового альбома, который отчасти апеллирует к футбольной теме, готовится к выпуску очень долго и выходит в канун Euro-2008 под названием «Левая мечта». По саунду этот диск заметно отличается от предыдущих работ ДМиК: к традиционному панк-трио подмикшированы компьютерные гитарно-клавишные аранжировки, сделанные Сергеем Левченко (группа «Созвездие»).
Вскоре после выхода альбома Батраков уходит в группу Стаса Михайлова, и третий состав ДМиК тоже прекращает существование.
В 2010 году формируется четвёртый состав, вновь — с московской ритм-секцией. Басист Сергей Сарычев, который для того, чтобы его не путали с лидером легендарной рок-группы «Альфа», выступает под псевдонимом «Сыч», начинал свой творческий путь как трубач Ансамбля песни и пляски имени Локтева, а барабанщик Стас Корнеев, что примечательно, когда-то играл в московской панк-группе «Дети Кеннеди». Стас Корнеев также принимал участие в группах «Матросская тишина» и «Миссия: Антициклон». В активе этого состава выступление на фестивале «Пустые Холмы 2011», а также очередной «фирменный» кавер ДМиК — песня «Эхо любви» на музыку композитора Евгения Птичкина и слова поэта Роберта Рождественского.
В 2011 году группа издаёт DVD «Всё как всегда» продюсерами издания которого стали Ольга Барабошкина и Сергей Гурьев.
В 2015 году ДМиК после долгого перерыва выпускает очередной альбом, выход которого планировался ещё двумя годами ранее.
В 2017 году барабанщиком группы становится Евгений Лабыч (экс-«Церковь Детства» Дениса Третьякова из Ростова-на-Дону).

## Интересные факты
- Группа «Дочь Монро и Кеннеди» получила название в честь любимой группы Светланы Чапуриной Dead Kennedys, с которой их познакомил Егор Летов[2].
- «Дочь Монро и Кеннеди» — практически единственная в мире панк-рок-группа, солистка которой играет на электрической домре[22].

## Отзывы
Это единственная команда, которой я с удовольствием оказал бы глобальную поддержку… Это очень хорошая команда, которая действительно мне нравится и которую я с удовольствием продюсировал бы. Прямо сейчас, не сходя с места.
— Егор Летов

Из того, что я слушал за 90-е годы, мне больше всего понравилась группа «Дочь Монро и Кеннеди». Я считаю, что это лучшая группа 90-х. Это, бесспорно, просто открытие.
— Сергей Летов

Трио из Питера и абсолютно лучший дебют из всех, что я слышал со времени «второго пришествия» МУМИЯ ТРОЛЛЯ (то есть лет за пять). Представьте себе группу НОЛЬ, только вместо депрессивного дяди Федора Чистякова — свирепая девушка Света Чапурина, проникновенно поющая свои песни и играющая на домре. Самое ценное здесь даже не легко маркетируемая домра, а то, что песни очень хороши. Я не могу понять, почему это сокровище народного рока, после которого старческие потуги ЧАЙФА или КРЕМАТОРИЯ слушать как-то стыдно, до сих пор не имеет ни диска, ни компактов, ничего — кроме растущей культовой славы.
— Артемий Троицкий, Ведомости, 24 .07.2000.

Светлана Чапурина совсем не производит впечатления человека, склонного к эпатажу. Её лирическая героиня — в общем-то, обычная женщина, которая то попадает в идиотскую ситуацию («Она вышла из комы, поймала бульдозер» — «Такси на луне»; «Он зажёг офигенные огни, а она погасила их нечаянно» — «Это лучшая песня»), то просто смотрит на мир непонимающе-отстранённо («Времена года»). При всём при этом — великолепные мелодии и отличные стихи. Понять всё это невозможно, пока не услышишь, как она поёт.
— Алексей Караковский, Контрабанда (журнал), 30 января 2012 г.

## Дискография
1. «Кобыль» (сольный альбом Светланы Чапуриной, МС, 1993 год)[2][22].
2. «Хакер» (МС, EP, 1995 год)[2].
3. «Хохот Моцарта» (МС, 1998 год; переиздан: МС, «Караван», 2002 год)[2][8][22].
4. «Поражение» (МС, CD, «Отделение Выход», 2000 год)[2][12][13][14].
5. «Подмосковный Петербург» (МС, CD, «Byrds Fabric», 2002 год)[1][2].
6. «Это пройдёт не сразу» (CD, «Выргород», 2004 год)[9].
7. «Левая мечта» (CD, «АиБ Records», 2008 год)[2][9][11][15].
8. «Всё как всегда» (DVD, «Выргород», 2010 год)[1][18].
9. «Вне игры» (CD, «Отделение Выход», 2015 год)

## Состав
- Светлана Чапурина — вокал, электродомра.
- Сергей Сыч (Сергей Сарычев) — бас-гитара (с 2010 года).
- Евгений Лабыч — барабаны (с 2017 года).

## Бывшие участники
- Игорь Потапов — бас (1996—2000)
- Наиль Кадыров — бас, гитара (2000—2003)
- Роберт Мусин — бас (2004—2008)
- Аркадий «Аккордий» Голубков — бас (2010)
- Олег Кукович — барабаны (1995—2000)
- Алексей Петров — барабаны (2001—2003)
- Сергей Батраков — барабаны (2004—2010)
- Стас Корнеев — барабаны (2010—2017).

### Официальные страницы
- Старая версия официального сайта.
- ru-dmik.
- Страница группы на Facebook.
- vk. com/ dmik_official — Официальная группа ВКонтакте.
- Дочь Монро и Кеннеди в проекте Last.fm.

### Концертное видео
- 2011-07-10 Дочь Монро и Кеннеди в China-Town-Cafe.
- 2011-07-28 Дочь Монро и Кеннеди в Клубе ОГИ.
- 2012-01-27 Дочь Монро и Кеннеди на Ночном молодёжном канале и в Шоколадной фабрике.

### Передачи
- Светлана Чапурина (Дочь Монро и Кеннеди) и Сергей Гурьев — Александр Плющев / Серебро / Эхо Москвы // Александр Плющев, Серебро, Эхо Москвы, 28 июля 2003 года.
- Светлана Чапурина (ДМиК) и Сергей Гурьев / Левая Мечта — Лев Ганкин / Лидер Продаж / Радио Культура // Лев Ганкин, Лидер Продаж, Радио Культура, 11 сентября 2008 года.
- Русский рок в лицах: группа «Дочь Монро и Кеннеди» // Александр Липницкий, Содержание, Финам FM, 11 июля 2010 года.

### Интервью
- Дочь Монро и Кеннеди — Эксклюзивное интервью Светланы Чапуриной